# Leptobrachella guinanensis
Leptobrachella guinanensis — вид жаб родини азійських часничниць (Megophryidae). Описаний у 2024 році.

## Поширення
Ендемік Китаю. Поширений у провінції Гуансі. Виявлений в Національному природному заповіднику Шиваньдашань у повіті Шансі в окрузі Фанченган.

## Опис
Філогенетично L. guinanensis тісно пов'язаний з Leptobrachella ventripunctata. Однак існують чіткі морфологічні відмінності між цим видом і L. ventripunctata, а також трьома іншими симпатричними видами (Leptobrachella shangsiensis, Leptobrachella shiwandashanensis і Leptobrachella sungi). Ці відмінності включають розмір тіла (SVL 30,5–32,5 мм у самців; 38,7–41,8 мм у самиць проти 25,5–28,0 мм у самців, 31,5–35,0 мм у самиць у L. ventripunctata), відсутність коричневих плям на вентральній поверхні (порівняно з кремово-білими грудьми та черевом із багатьма розсіяними коричневими плямами у L. ventripunctata), перетинка на 1/3 пальців стопи та широкі бічні бахроми (порівняно з відсутністю перетинки на пальцях ніг та бічних бахромок у L. ventripunctata), а також чіткі дермальні виступи під пальцями ніг (проти відсутності у L. ventripunctata). Крім того, домінантні частоти голосу нового виду коливаються від 7,3 до 8,3 кГц, що є унікальним порівняно з іншими видами Leptobrachella та є найвищими домінантними частотами, коли-небудь зареєстрованими.